# Sinupetraliella affinis
Sinupetraliella affinis är en mossdjursart som beskrevs av Harmer 1957. Sinupetraliella affinis ingår i släktet Sinupetraliella och familjen Petraliellidae. Inga underarter finns listade i Catalogue of Life.